# Esclaus atenesos

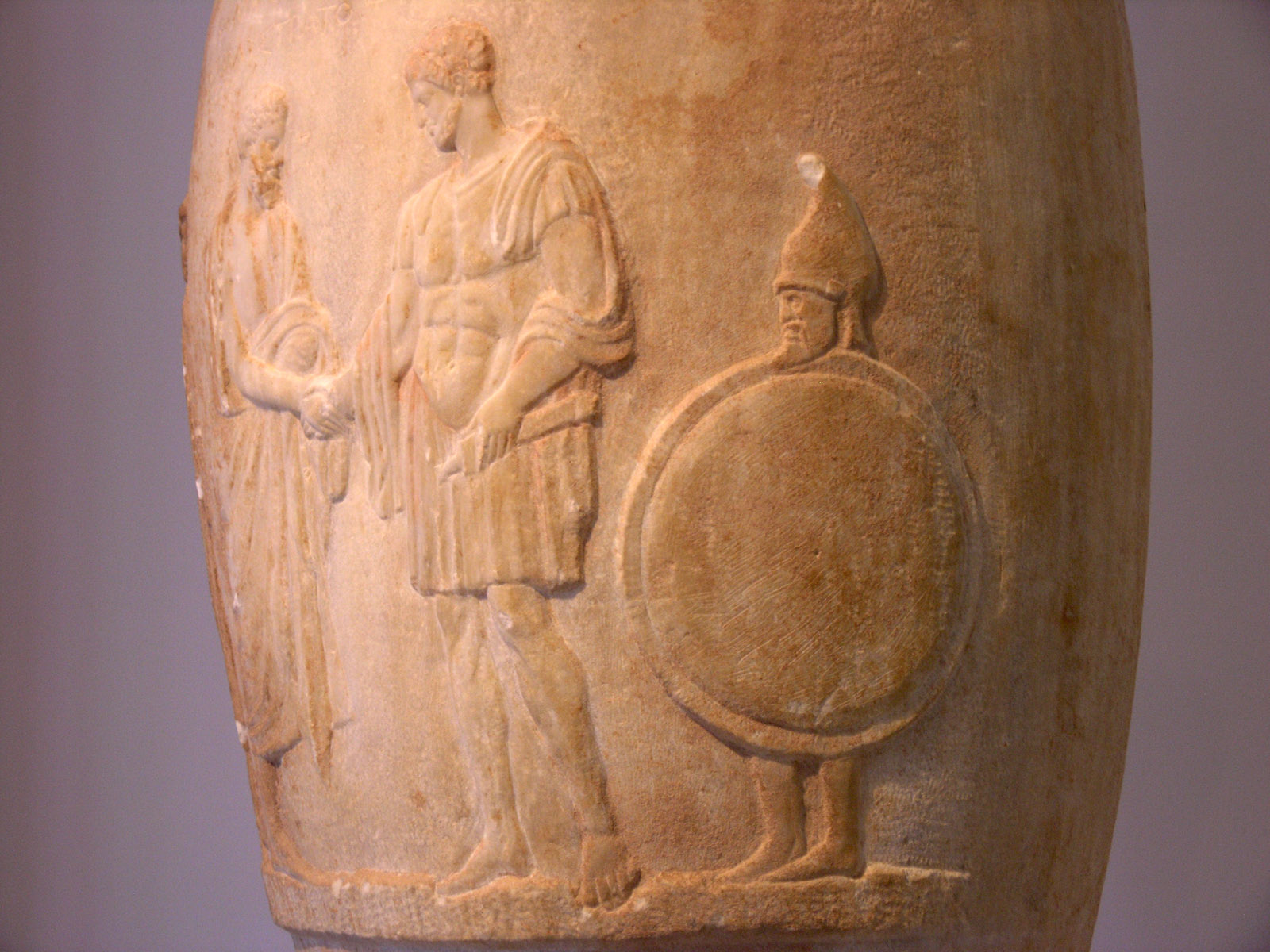
Ceràmica funerària (c. 380–370 aC) en la que s'observa com un esclau barbut acompanya al seu amo portant-li estris militars (Museu Arqueològic Nacional d'Atenes).

A l'antiga Grècia, els esclaus atenesos eren propietat del seu amo (o de l'Estat), els quals podien disposar d'ells com millor els semblés. Podien regalar, vendre, llogar, o llegar-los. Un esclau podia tenir una dona i fills, però la família d'esclaus no era reconeguda per l'Estat, i l'amo podia dispersar els membres de la família en qualsevol moment.

## Situació penal
Els esclaus tenien menys drets que els ciutadans judicial i eren representats pel seu amo en tots els processos judicials. Un delicte menor, en el cas d'un home lliure es traduïa en una multa, però si era un esclau donava lloc a una càstig físic, i la relació sembla que era d'un cop de flagell per una dracma. Amb algunes excepcions menors, el testimoni d'un esclau no era admissible, excepte sota tortura. En molts casos eren torturats perquè es mantenien lleials als seu amos. Un exemple famós d'un esclau de confiança fou Sicinni, esclau de Temístocles i pedagog dels seus fills que, tot i el seu origen persa, va trair Xerxes i va ajudar els atenencs en la batalla de Salamina. Tot i la tortura en els judicis, l'esclau atenenc era protegit d'una manera indirecta: si va ser maltractat, el mestre podia iniciar un litigi per danys i perjudicis (δίκη βλάβης/dikê blabês). A la inversa, un amo que maltractava excessivament un esclau podia ser processat per qualsevol ciutadà (γραφὴ ὕβρεως/graphê hybreôs), el que no va ser promulgada per al bé de l'esclau sinó per a evitar un excés de violència (ὕβρις/hubris).
Isòcrates afirmà que "ni tan sols l'esclau de més valor pot ser condemnat a mort sense judici"; el poder de l'amo sobre l'esclau no era absolut, com sí que ho era en el dret romà. La llei de Dracó, aparentment castigava amb la mort l'assassinat d'un esclau; el principi fonamental era: "va ser el crim de tal manera que, si es fes més ampli, no faria un dany greu a la societat?" La demanda a la que podria ser sotmès un assassí d'un esclau no era una demanda per danys, com seria en el cas de la matança de bestiar, però sí un φονική δίκη (dikê phonikê), exigint un càstig per a la contaminació religiosa que comportava el vessament de sang. Al segle iv aC abans de Crist, un sospitós va ser jutjat pel Paladion, un tribunal amb jurisdicció sobre els homicidis intencionals; la pena imposada sembla haver estat més que una multa, però menys que la mort; potser l'exili, com va ser el cas en l'assassinat d'un metec.

## Vida civil i propietats
Cal dir que els esclaus formaven part de la casa del seu amo. Un esclau que va ser comprat feia poc fou rebut amb nous i fruites, igual que una dona acabada de casar. Els esclaus van prendre part en la majoria dels cultes cívics i familiars, sinó que van ser expressament convidats a unir-se al banquet dels Choes, segon dia de les Antesterias, i se'ls va permetre la iniciació en els misteris d'Eleusis. Un esclau podia demanar asil en un temple o en un altar, com un home lliure. Els esclaus podien compartir els déus dels seus amos i podria mantenir els seus propis costums religioses si és el cas.
Pel que fa a tenir propietats, els esclaus no en podien tenir, però sovint els seus amos els permetien tenir-les fins a la compra de la seva llibertat. Han arribat registres documentals on apareixen dades d'esclaus que operen les empreses elles mateixes, realitzant només un impost fix que pagaven als seus amos. A Atenes també hi havia una llei que prohibia la vaga dels esclaus. El grau de tolerància dels atenencs en relació als esclaus sorprenia d'altres grecs. Els esclaus atenesos van lluitar al costat dels homes lliures atenencs a la batalla de Marató, i els monuments ho commemoren. Va publicar-se un decret abans de la batalla de Salamina on es recomanava als ciutadans ha "salvar-se a si mateixos, les seves dones, nens i esclaus".
Els esclaus que tenien especials restriccions sexuals i determinades obligacions. Per exemple, un esclau no podia participar de relacions pederastes –"Un esclau no ha de ser l'amant d'un nen lliure ni seguir-lo, o en cas contrari rebrà cinquanta cops de fuet al públic"–, i tenien prohibides determinades activitats físiques –"Un esclau no pot fer exercici o ungir-se a si mateix en la lluita lliure a les escoles"–. Ambdues lleis s'atribueixen a Soló. Els pares volien protegir els seus fills i anaven sempre amb un esclau guardià, anomenat pedagog, que escortava l'infant en els seus desplaçaments.
Els fills dels enemics vençuts eren esclavitzats i, sovint, obligats a treballar en bordells masculins, com en el cas de Fedó d'Elis, que a petició de Sòcrates va ser comprat i alliberat d'aquesta empresa per adinerats amics del filòsof. La violació dels esclaus era contra la llei, així com amb els ciutadans.